# Santa Rita de Sampa (álbum de Rita Lee)
Santa Rita de Sampa, é um álbum lançado por Rita Lee em 04 de setembro de 1997 pela Universal Music. Este álbum marca o retorno de Rita Lee, depois de um tempo em recuperação de um acidente doméstico. Produzido por Roberto de Carvalho, após sete anos sem fazerem um álbum juntos e Moogie Canazio. 

## Recepção
Santa Rita de Sampa traz de volta o casal Lee & Carvalho trabalhando juntos em um álbum, sendo o último, Rita Lee e Roberto de Carvalho em 1990. Em 1996, após cair da sua varada de quinze metros de altura, Lee teve seu côndilo mandibular direito quebrado onde ficou por mais de três meses costurada, perdendo mais de 40% da audição do ouvido direito.
Em sua autobiografia, Rita diz que os médicos não estavam otimistas e a própria resolveu fazer voto de silêncio, rezando para uma boa recuperação. No dia de descosturar os maxilares, cantarolou "Mania de Você" deixando todos os médicos assustados. Após o casamento do casal em Dezembro de 1996, partiram a Los Angeles iniciarem as gravações do disco. Com produção de Roberto de Carvalho e co-produção de Moogie Canazio, foi lançado pela Universal Music em 4 de Setembro de 1997. 
Com a faixa Obrigado Não tocando direto nas rádios, Lee ganha disco de ouro pelas mais de 100 mil cópias vendidas do álbum.

## Faixas
| N.º | Título                                 | Compositor(es)               | Duração |  |
| 1.  | "Santa Rita de Sampa"                  | Rita Lee Roberto de Carvalho | 4:36    |  |
| 2.  | "Normal em Curitiba"                   | Lee de Carvalho              | 4:33    |  |
| 3.  | "Fruta Madura"                         | Lee de Carvalho              | 3:57    |  |
| 4.  | "O Que Você Quer"                      | Arnaldo Antunes de Carvalho  | 3:37    |  |
| 5.  | "Jardim de Allah"                      | Lee Mathilda Kovak           | 3:27    |  |
| 6.  | "Ando Jururu" (Participação Raimundos) | Lee                          | 2:33    |  |
| 7.  | "Tum Tum"                              | Lee de Carvalho              | 3:14    |  |
| 8.  | "Longe Daqui, Aqui Mesmo"              | Lee de Carvalho              | 3:51    |  |
| 9.  | "Homem Vinho"                          | Lee de Carvalho              | 3:51    |  |
| 10. | "Dona Doida"                           | Lee de Carvalho              | 3:41    |  |
| 11. | "Obrigado Não"                         | Lee de Carvalho              | 3:10    |  |
| 12. | "Menino de Braçanã"                    | Arnaldo Passos Luiz Vieira   | 2:17    |  |

## Desempenho comercial
| Ano  | Formato | Certificação | Vendas         |
| ---- | ------- | ------------ | -------------- |
| 1997 | CD      | Ouro         | 100,000 (1997) |